# Grob G 103 Twin Astir
Il Grob G 103 Twin Astir è un aliante da addestramento biposto ad ala media prodotto dall'azienda tedesca Grob Aircraft negli anni settanta e ottanta.
Adottato sia da utenti privati che scuole di volo a vela civili il Twin Astir è utilizzato anche come addestratore avanzato nelle scuole di volo a vela militari, tra le quali il Centro Volo a Vela dell'Aeronautica Militare con base presso l'aeroporto di Guidonia.

## Storia

### Sviluppo
La Grob venne fondata nei primi anni settanta e dopo aver realizzato su licenza i Schempp-Hirth Cirrus, nel 1973 il titolare e progettista Burkhart Grob intraprese lo sviluppo del primo aliante che portava il suo marchio, il monoposto Grob G 102 Astir. Il nuovo modello venne portato in volo nel 1974 e, grazie alle sue buone caratteristiche, avviato alla produzione in serie. L'esigenza di avere a disposizione di un biposto suggerì a Grob di sviluppare una versione biposto dell'Astir. Il prototipo era del tutto simile al suo predecessore se non per l'adozione di un abitacolo biposto in tandem ma questo presentava alcuni problemi; il carrello monotraccia si ritrovava posizionato sotto il sedile posteriore e necessitava di una diversa sistemazione. Un ulteriore sviluppo modificò questo dispositivo introducendo un sistema retrattile che comportava l'esigenza di un minore ingombro. venne inoltre introdotta una nuova ala che, al contrario della precedente caratterizzata da un angolo di freccia negativo, presentava un bordo d'attacco perpendicolare alla fusoliera.

### Impiego operativo

#### Aeronautica Militare
L'Aeronautica Militare ha istituito presso l'aeroporto di Guidonia il Centro Volo a Vela (CVV) che ha, oltre ai suoi compiti di addestramento e di collegamento, il fine di preparare i propri piloti alla partecipazione a competizioni sportive di volo a vela.
Tra gli alianti a disposizione del reparto vi sono anche alcuni Twin Astir, acquistati nel 1984 per affiancare i due Caproni A21S CALIF ed un LET L 13 Blaník già in dotazione, e che vengono portati in volo da SIAI-Marchetti S-208M impiegati in questo contesto come aereo da traino.
Il CVV organizza dal 1967 corsi di cultura aeronautica indirizzati agli studenti degli istituti superiori, e dai primi anni ottanta, con il fine di insegnare la passione per il volo tra i giovani ed avvicinando il pubblico alla forza armata, è possibile partecipare alle attività che il reparto organizza a rotazione nei vari aeroporti sul territorio nazionale italiano, tra cui la possibilità di volare come passeggero su un Twin Astir.

## Descrizione tecnica

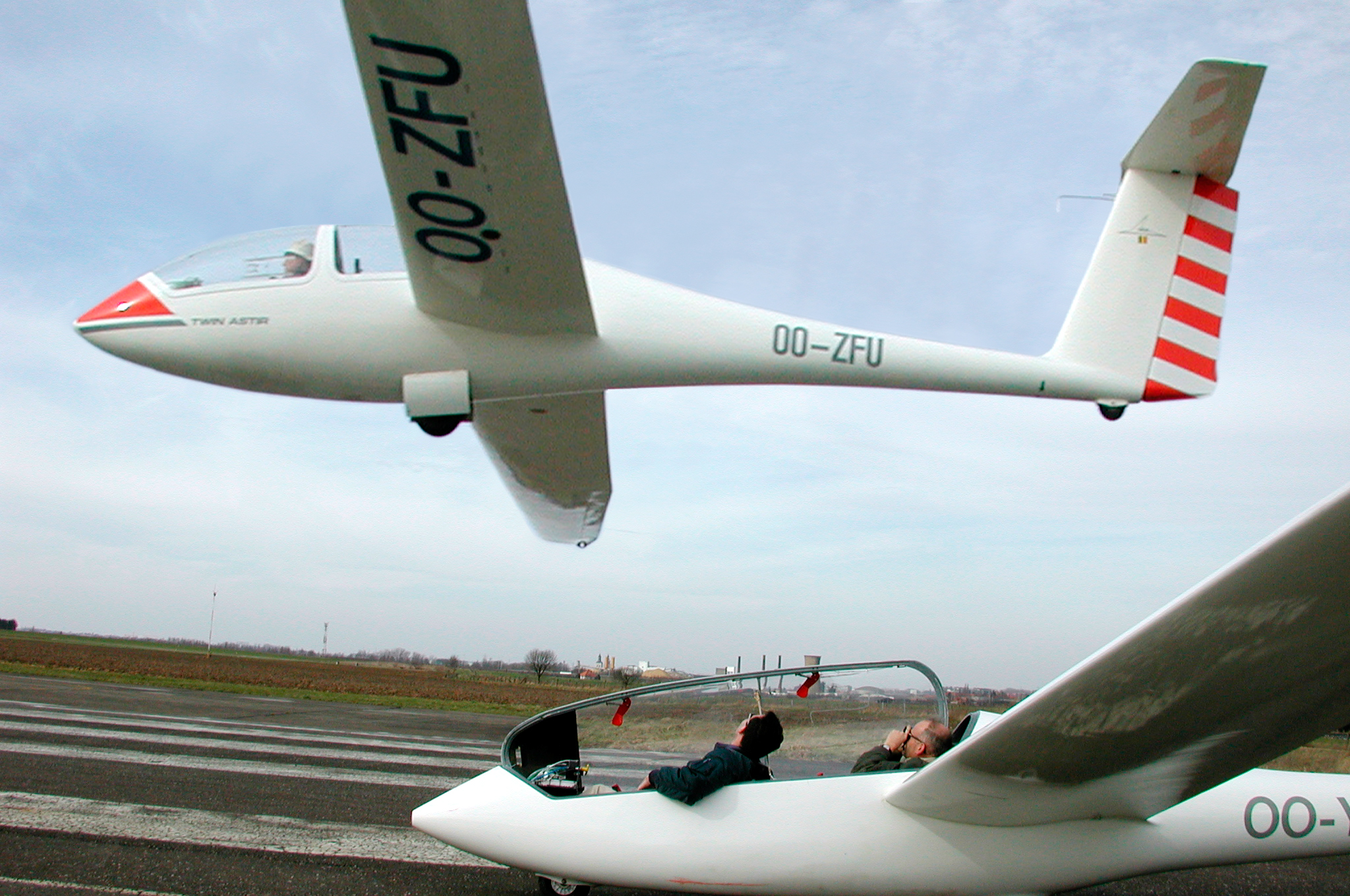
Particolare del carrello d'atterraggio monotraccia retrattile adottato inizialmente dal Twin Astir.

Il Twin Astir è un aliante biposto realizzato in fibra di vetro ad ala alta ed impennaggio a T.
La fusoliera presenta una cabina di pilotaggio, chiusa da un tettuccio sdoppiato apribile lateralmente, dotata di due posti in tandem equipaggiati di doppi comandi situato in posizione avanzata. Normalmente equipaggiato di un unico pannello strumenti situato davanti al sedile posteriore, a disposizione dell'istruttore, su richiesta era possibile installarlo anche sul posto anteriore. Posteriormente termina in un impennaggio a T.
L'ala, montata media, è rettilinea a pianta triangolare, raccordata in prossimità delle estremità alari e con bordo d'attacco ad angolo retto rispetto alla fusoliera. Su richiesta era possibile installare serbatoi d'acqua (ballast), accorgimento tecnico atto ad aumentare la velocità di massima efficienza. Sotto le estremità alari è presente un pattino in acciaio che consente all'ala di non rovinarsi quando, ad aliante fermo, tende ad appoggiarsi lateralmente.
Il carrello d'atterraggio è monotraccia ed ha ricevuto una serie di modifiche nel corso della produzione. Nei primi esemplari, dato che il Twin Astir riutilizzava la fusoliera dell'Astir monoposto in cui era stato ricavato un secondo posto, la ruota posizionata sul baricentro, si sarebbe trovata sotto il sedile posteriore. Si optò quindi per una soluzione retrattile che permetteva, piegando l'elemento verso sinistra, di inserirlo in posizione orizzontale sotto il sedile. In seguito, con la versione G 103T, si preferì ritornare ad una soluzione tradizionale, con una sola ruota in posizione fissa, al contrario di simili modelli che adottano anche una seconda ruota sotto il muso. Su richiesta era comunque possibile far installare un ruotino o pattino d'appoggio sotto la coda.

## Utilizzatori

### Militari
Belgio
- Composante air de l'armée belge
  - Belgian Air Cadets[4][5]

 Italia
- Aeronautica Militare
  - Centro Volo a Vela